# روكويل د. هنت
روكويل د. هنت (بالإنجليزية: Rockwell D. Hunt)‏ هو مؤرخ أمريكي، ولد في 1868، وتوفي في 1966.